# Émile V. Schlesser

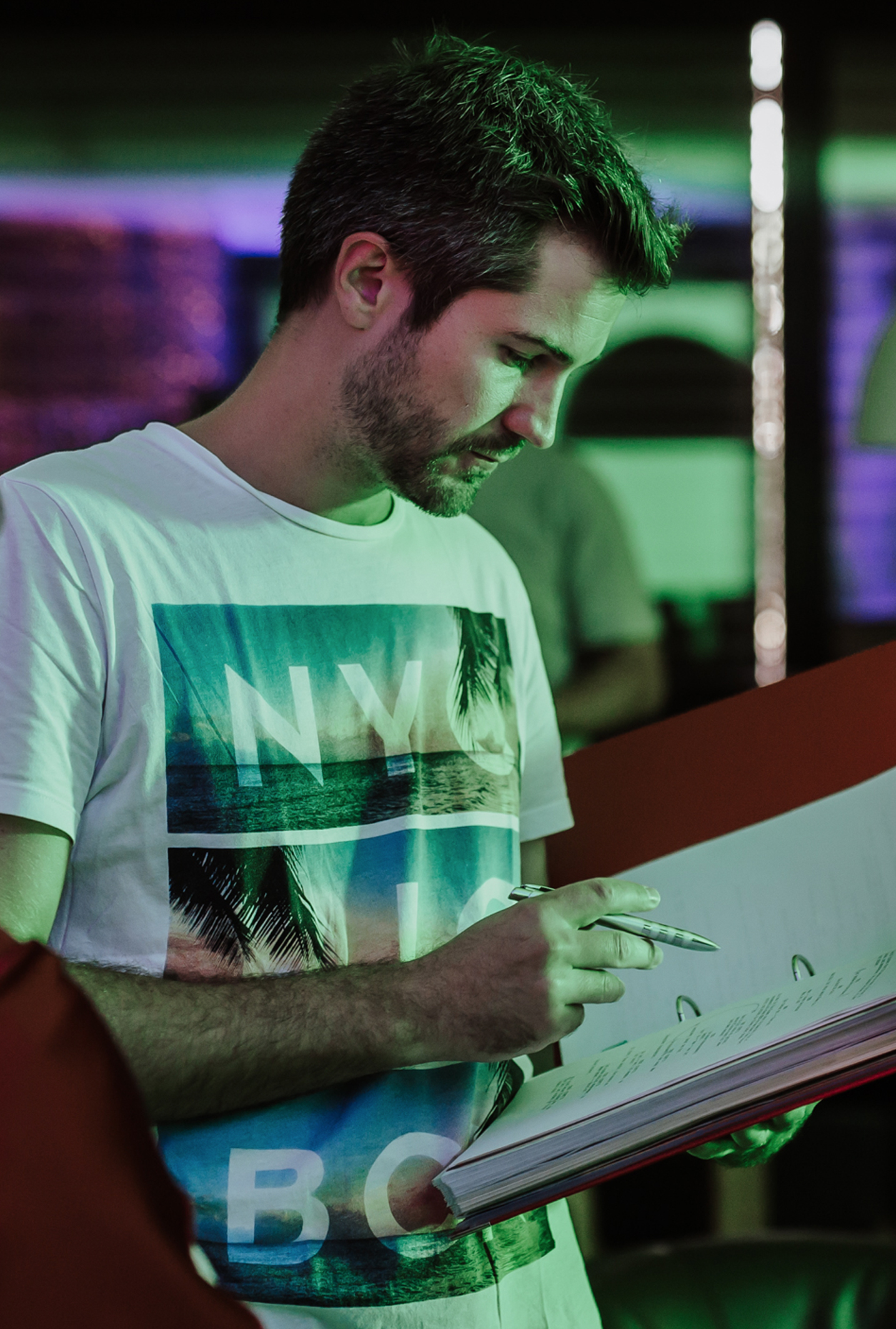
Émile V. Schlesser (2019)

Émile V. Schlesser (* 1986 in Luxemburg) ist ein luxemburgischer Filmregisseur, Drehbuchautor, Schauspieler, Komponist und Multimediakünstler.

## Leben und Wirken
Émile V. Schlesser wurde 1986 in Luxemburg Stadt geboren. Bereits im Kindesalter drehte er gemeinsam mit seinem Bruder, dem Schauspieler Tommy Schlesser, erste Kurzfilme. Nach seinem Abitur studierte er an der Kunstakademie Düsseldorf von 2007 bis 2009 Malerei bei Markus Lüpertz, anschließend Video & Film bei Marcel Odenbach. 2018 schloss er sein Studium mit dem Titel "Meisterschüler" ab. Während seines Kunststudiums bat ihn Produzent Bernard Michaux bei einer Episode der luxemburgischen Sitcom Comeback (2012–2013) Regie zu führen. Anschließend kreierte er für den Fernsehsender RTL Télé Lëtzebuerg die Sketch-Comedy Serie Wat Elo?, für die er bei rund 100 Episoden das Drehbuch verfasste, Regie führte, und zusammen mit seinem Bruder Tommy Schlesser vor der Kamera stand.
2015 entstand der Kurzfilm Roxy, bei dem er zum ersten Mal mit Produzent und Regisseur Fabien Colas zusammenarbeitete. Die Produktion finanzierte Schlesser mit dem Verkauf seiner während des Kunststudiums entstandenen Gemälde. Sein nächster Kurzfilm Superhero, mit Maria Dragus, Jannik Schümann und Nico Randel in den Hauptrollen, gewann 2020 den 13th Street Shocking Short Award. Dieser Preis wird jedes Jahr von NBC Universal beim Filmfest München verliehen. Im Jahr 2021 drehte er zwei weitere Kurzfilme, das Lockdown Comedy-Drama Vis-a-Vis (mit Tommy Schlesser und Sophie Mousel) und die tragikomische Familiensatire Kowalsky (mit Raoul Schlechter und Josiane Peiffer.)
Er lebt in Luxemburg und Düsseldorf. Neben seiner Muttersprache Luxemburgisch spricht Schlesser fließend Deutsch, Englisch und Französisch.

## Filmografie
- 2012: Comeback, Episode 13 (TV Sitcom)
- 2012: Der Penner (Kurzfilm)
- 2013: Wat Elo? (TV Comedy Show)
- 2014: Butsch (Kurzfilm)
- 2016: Roxy (Kurzfilm)
- 2020: Superhero (Kurzfilm)
- 2021: Vis-a-Vis (Kurzfilm)
- 2022: Kowalsky (Kurzfilm)

## Auszeichnungen und Nominierungen
Für Superhero:

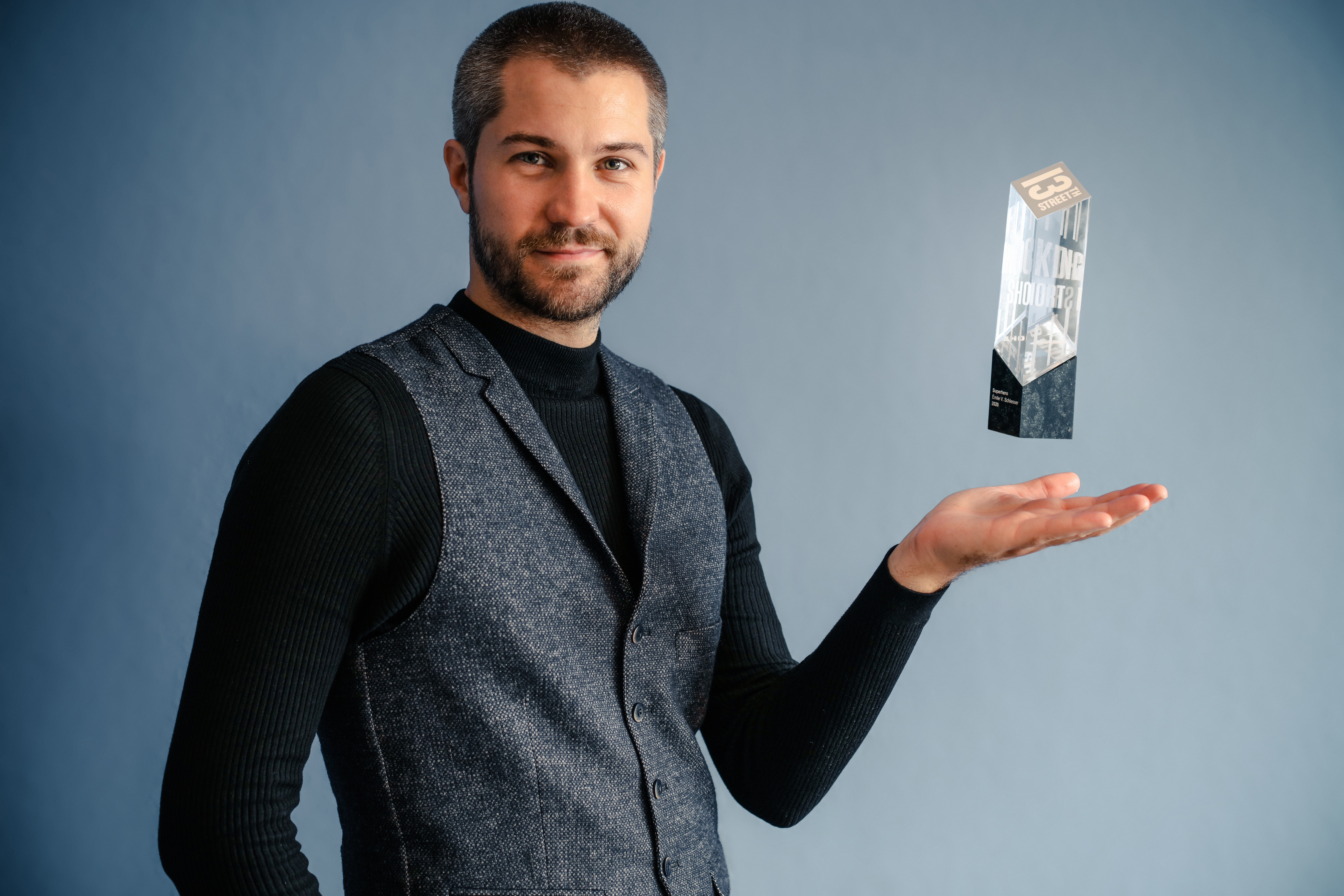
Shocking Short Award 2020

- 2020: 13th Street Shocking Short Award beim Filmfest München[6]
- 2020: „Prädikat: Wertvoll“ von Deutsche Film- und Medienbewertung (FBW)

Für Vis-a-Vis
- 2021: Lëtzebuerger Filmpräis (nominiert)[10]